# Zoja
Zoja (russisk: Зоя) er en sovjetisk film fra 1944 af Leo Arnsjtam.

## Medvirkende
- Galina Vodjanitskaja som Zoja Kosmodemjanskaja
- Tamara Altseva
- Aleksej Batalov
- Anatolij Kuznetsov som Boris Fomin
- Rostislav Pljatt